# Moissy-Cramayel
Moissy-Cramayel is een gemeente in het Franse departement Seine-et-Marne (regio Île-de-France) en telt 14.298 inwoners (1999). De plaats maakt deel uit van het arrondissement Melun en is een van gemeenten van de nieuwe stad Sénart.

## Geografie
De oppervlakte van Moissy-Cramayel bedraagt 14,3 km², de bevolkingsdichtheid is 999,9 inwoners per km².

## Verkeer en vervoer
In de gemeente ligt spoorwegstation Lieusaint - Moissy.
De onderstaande kaart toont de ligging van Moissy-Cramayel met de belangrijkste infrastructuur en aangrenzende gemeenten.

## Demografie
Onderstaande figuur toont het verloop van het inwonertal (bron: INSEE-tellingen).